# Barry Rose
Barry Michael Rose (Chingford, Inglaterra, 24 de maio de 1934) é um maestro e organista. É mais lembrado por dirigir o coral da Catedral de St. Paul's ou St. Paul's Cathedral, no casamento de Charles, Príncipe de Gales Charles Philip Arthur George Windsor e Diana, Princesa de Gales Lady Diana Frances Spencer em Londres na quarta-feira 29 de julho de 1981.

## Biografia
Desde pequeno frequentou o coro da Igreja local. Após um período como organista em St Andrew's, Kinsbury, com 25 anos, tornou-se o mais jovem organista na Catedral. Quando então foi nomeado para ocupar o cargo de Maestro na Guildford Catedral. Mudou-se St Paul's Cathedral, em 1974, como Sub-organista e sendo nomeado maestro do coral em 1977. Deixou St Paul's, em 1984, depois de divergência de opinião com altos membros do clero, e tornou-se maestro do Coral na King's School em Cantuária, Inglaterra. De 1971 a 1986 foi consultor de Música Religiosa da BBC.
Seu último cargo foi o de organista e Maestro do Choristers em St Albans Catedral, a partir do qual ele se aposentou no dia de Natal, em 1997.